# NGC 4045
NGC 4045 (NGC 4046) é uma galáxia espiral barrada (SBa) localizada na direcção da constelação de Virgo. Possui uma declinação de +01° 58' 37" e uma ascensão recta de 12 horas, 02 minutos e 42,2 segundos.
A galáxia NGC 4045 foi descoberta em 20 de Dezembro de 1784 por William Herschel.